# آرسانژ
آرسانژ (به فرانسوی: Arcinges) یک کمون در فرانسه است که در canton of Belmont-de-la-Loire واقع شده‌است. آرسانژ ۳٫۴۴ کیلومتر مربع مساحت دارد ۴۸۰ متر بالاتر از سطح دریا واقع شده‌است.